# David Richard Ellis
Pour les articles homonymes, voir Ellis et David Ellis.
David Richard Ellis (né le 8 septembre 1952 à Santa Monica, en Californie, et mort le 7 janvier 2013 à Johannesbourg, en Afrique du Sud), est un réalisateur et cascadeur sud-africano-américain.

## Biographie
David Richard Ellis naît le 8 septembre 1952 à Santa Monica en Californie.
Enfant, il se découvre un intérêt pour le surf, activité pour laquelle il se passionne au point de devenir un jeune professionnel. À l'adolescence, il s'oriente vers une carrière d'acteur et décroche de petits rôles, notamment dans le film The Strongest Man in the world (1975) qui marque sa première apparition au cinéma. Au début des années 1980, il évolue d'un rôle de figurant vers celui de cascadeur, d'abord face à Sylvester Stallone dans Rocky 3 (1982), puis dans Scarface (1983) et L'Arme fatale (1987) de Richard Donner.
Il réalise son premier film en 1996 : L'Incroyable Voyage 2 : À San Francisco avec Michael J. Fox. David Richard Ellis commence comme cascadeur ainsi que réalisateur de seconde équipe, notamment pour les films Forever Young, Beethoven 2, L'Enjeu, Peur Bleue, Sale Môme, Les Visiteurs en Amérique, Harry Potter à l'école des sorciers, Matrix Reloaded, ou encore Master and Commander : De l'autre côté du monde (Master and Commander: The Far Side of the World), avant de réaliser son deuxième long-métrage : Destination finale 2 en 2003. Ce dernier film le fait alors remarquer et il enchaîne avec un troisième film : Cellular en 2004 avec Kim Basinger en tête d'affiche. Son dernier film, Shark Night 3D, est sorti fin 2011.
Son plus gros succès est Destination finale 4 avec plus de 186 M de $ de recettes dans le monde. En 2003, il est nommé aux Taurus World Stunt Awards à Los Angeles avec Glenn Boswell et R.A. Rondell pour son travail de coordination de cascades sur Matrix Reloaded.

### Décès
David Richard Ellis meurt dans la nuit du 7 janvier 2013 à Johannesbourg, en Afrique du Sud, où il venait de commencer la préproduction de Kite, qui devait être son nouveau film. Il est retrouvé sans vie dans sa chambre d'hôtel, sans que la cause de son décès ne soit clairement établie. David Richard Ellis était marié et père de deux enfants.

## Filmographie
- 1996 : L'Incroyable Voyage II : À San Francisco (Homeward Bound II: Lost in San Francisco)
- 2003 : Destination finale 2 (Final Destination 2)
- 2004 : Cellular
- 2006 : Des serpents dans l'avion (Snakes on a Plane)
- 2007 : Asylum (en)
- 2009 : Destination finale 4 (The Final Destination)
- 2011 : Shark 3D (Shark Night 3D)